# Cuencas de transporte del Valle de Aburrá
Las cuencas de transporte del Valle de Aburrá son una división territorial y operativa del sistema de transporte público del área metropolitana de Medellín, implementada por el Área Metropolitana del Valle de Aburrá –AMVA– como parte del proceso de integración con el –SITVA–. Este modelo segmenta el territorio en nueve zonas funcionales, denominadas cuencas, con el fin de reorganizar las rutas de buses, establecer concesionarios únicos por área y facilitar la articulación con los modos masivos como el metro, los metrocables, el tranvía y los buses de tránsito rápido.
La estrategia busca mejorar la calidad del servicio, eliminar la competencia desregulada entre empresas, optimizar la cobertura y permitir una operación unificada bajo criterios técnicos, operativos y tarifarios comunes. Sin embargo, la implementación ha sido parcial, con solo dos cuencas adjudicadas mediante concesión, mientras que en las restantes persisten esquemas tradicionales de operación.

## Historia
La idea de dividir el sistema de transporte público en cuencas operativas surge como parte de los esfuerzos del Área Metropolitana del Valle de Aburrá –AMVA– por reorganizar y modernizar el servicio colectivo de pasajeros en los diez municipios que integran esta subregión de Antioquia.
Esta estrategia se enmarca en el proceso de implementación del Sistema Integrado de Transporte del Valle de Aburrá –SITVA–, cuya finalidad es articular los diferentes modos de transporte masivo, complementario y alimentador bajo una estructura unificada de planificación, operación y recaudo.
La concepción del modelo de cuencas ocurrió entre principios y mediados de la década de 2000, cuando el AMVA desarrolló políticas institucionales y acuerdos para la implementación de zonas operativas con criterios técnicos y territoriales para licitación.
La Junta Metropolitana aprobó en 2013 las tarifas para los servicios alimentadores de las cuencas 3 y 6, confirmando la adopción de la tarjeta Cívica como único mecanismo de recaudo en estas áreas.
El AMVA habilitó formalmente a las empresas Masivo de Occidente S. A. S. y Sistema Alimentador Oriental S. A. S. como operadores de las cuencas 3 y 6, tras validar sus capacidades técnicas, financieras y organizacionales.
Entre octubre y febrero del año siguiente entraron en operación 27 rutas alimentadoras en estas cuencas –5 en la cuenca 3 y 22 en la cuenca 6–, con buses accesibles y sistemas de información a bordo, operando exclusivamente con tarjeta Cívica.
Posteriormente se iniciaron procesos de adjudicación y estructuración para otras cuencas (por ejemplo, cuencas 1, 2, 4, 5, 7 y 9), aunque hacia mediados de la década de 2020 varias permanecían en fase de diseño o sin operador.
Simultáneamente, el AMVA promovió la modernización de la flota con vehículos accesibles y sostenibles, la implementación del recaudo unificado con la tarjeta Cívica y la mejora de paraderos y condiciones laborales de conductores.
Sin embargo, el proceso ha enfrentado críticas por demoras en licitaciones, resistencia de pequeños transportadores y dificultades operativas en algunas cuencas.

## División territorial y operativa
El sistema de cuencas fue diseñado por el Área Metropolitana del Valle de Aburrá para dividir el territorio metropolitano en zonas de operación racionalizadas, asignables a concesionarios únicos o integrados. Aunque las cuencas están numeradas del 1 al 10, no todas han sido adjudicadas ni cuentan con operador activo. Las divisiones no siguen una delimitación geográfica rígida, pero suelen agrupar sectores con continuidad territorial y lógica operacional.

### Cuenca 1
La cuenca 1 no ha sido adjudicada ni entregada a un concesionario bajo el modelo de cuencas. 
Sin embargo, existen rutas alimentadoras que actualmente operan mediante convenios con el 
la Empresa de Transporte Masivo del Valle de Aburrá – Metro de Medellín Ltda., principalmente en el municipio de Bello, conectando 
los barrios y veredas con la estación Niquía.
| Municipio(s) | Zonas cubiertas | Operador | Estado actual                                     |
| ------------ | --------------- | -------- | ------------------------------------------------- |
| —            | —               | —        | En estructuración, sin operación ni concesionario |

#### Rutas alimentadoras
| Código | Nombre                               | Tipo         | Conexiones |
| ------ | ------------------------------------ | ------------ | ---------- |
| C1-001 | Quitasol – Niquía                    | Alimentadora | Niquía     |
| C1-002 | Camacol – Niquía                     | Alimentadora | Niquía     |
| C1-003 | Jardines de la Fe (Navarra) – Niquía | Alimentadora | Niquía     |
| C1-004 | Norteamérica – Niquía                | Alimentadora | Niquía     |
| C1-005 | Niquía – Maximiliano Kolbe           | Alimentadora | Niquía     |
| C1-006 | Niquía – San Martín                  | Alimentadora | Niquía     |
| C1-011 | Niquía – La García – El Trapiche     | Alimentadora | Niquía     |
| C1-017 | Niquía – San Félix                   | Alimentadora | Niquía     |
| C1-018 | Niquía – El Tambo                    | Alimentadora | Niquía     |
| C1-019 | Niquía – Terranova                   | Alimentadora | Niquía     |

#### Otras rutas alimentadoras
- Según datos del Metro de Medellín Limitada[9]

| Código | Barrios/Zonas          | Estación de integración |
| ------ | ---------------------- | ----------------------- |
| 1006   | Quinta Etapa           | Bello                   |
| 1010   | San Martín             | Bello                   |
| 1011   | Pachelly Parque        | Bello                   |
| 1012   | Tierradentro           | Bello                   |
| 1013   | Villa Linda            | Bello                   |
| 1020   | Cumbre – Carmelo       | Bello                   |
| 1022   | Barrio Pérez – Comfama | Bello                   |
| 1023   | Santa Ana – Búcaros    | Bello                   |
| 1024   | Trapiche – Valadares   | Bello                   |
| 1025   | Pérez                  | Bello                   |
| 1027   | Mirador – Congolo      | Bello                   |
| 1040   | Cabañas – Obrero       | Madera                  |
| 1041   | Amarú                  | Madera                  |
| 1042   | París – Los Sauces     | Madera                  |
| 1045   | Villas de Occidente    | Madera                  |
| U1-002 | Urbana Niquía–Camacol  | Niquía                  |
| U1-004 | Urbana Terranova       | Niquía                  |
| U2-002 | Zamora                 | Niquía                  |
| U2-003 | Circular 2000-1        | Niquía                  |
| U2-004 | Circular 2000-2        | Niquía                  |

### Cuenca 2
La cuenca 2 comprende el municipio de Bello y el norte de Medellín, en torno al corredor del metro y las troncales de buses. 
Fue adjudicada en 2012 al concesionario Transporte Integrado Bello Medellín – TIBSA S. A. S., conformado por varias empresas transportadoras locales.
| Municipio(s)            | Zonas cubiertas           | Operador       | Inicio de operación | Observaciones                                   |
| ----------------------- | ------------------------- | -------------- | ------------------- | ----------------------------------------------- |
| Bello, Medellín (norte) | Norte del Valle de Aburrá | TIBSA S. A. S. | 2012                | Rutas alimentadoras del metro y buses troncales |

#### Rutas alimentadoras
| Código | Nombre                 | Tipo         | Conexiones     |
| ------ | ---------------------- | ------------ | -------------- |
| C2-010 | Ciudad Niquía – Madera | Alimentadora | Niquía, Madera |

### Cuenca 3
La cuenca 3 corresponde al occidente de Medellín, incluyendo sectores como San Javier, La América y Robledo. Fue adjudicada en 2011 al concesionario Masivo de Occidente S. A. S., integrado por la Cooperativa de Transporte Integrado Metrosan y Medellín Móvil S. A. S.
| Municipio(s) | Zonas cubiertas                             | Operador                     | Inicio de operación | Observaciones                                      |
| ------------ | ------------------------------------------- | ---------------------------- | ------------------- | -------------------------------------------------- |
| Medellín     | Occidente (San Javier, Robledo, La América) | Masivo de Occidente S. A. S. | 2011 (adjudicación) | Opera rutas alimentadoras y troncales de Metroplús |

#### Rutas alimentadoras
| Código    | Nombre                        | Tipo         | Conexiones              |
| --------- | ----------------------------- | ------------ | ----------------------- |
| C3-001    | Aguacatala – Santa Gema       | Alimentadora | Aguacatala, La Palma    |
| C3-001A   | Aguacatala – Los Cabos        | Alimentadora | Aguacatala              |
| C3-002    | Aguacatala – Bulerías         | Alimentadora | Aguacatala, Rosales     |
| C3-003P   | Belén – La Piscina            | Alimentadora | Parque de Belén         |
| C3-003M   | Belén – Manzanillo            | Alimentadora | Parque de Belén         |
| C3-003RA  | Belén Rincón – Rodeo Alto     | Alimentadora | Parque de Belén         |
| C3-003RLC | Belén – Los Cabos             | Alimentadora | Parque de Belén         |
| C3-003RV  | Belén Rincón – Rodeo Verde    | Alimentadora | Parque de Belén         |
| C3-004B   | Los Alpes – Buga              | Alimentadora | Los Alpes               |
| C3-004P   | Los Alpes – La Perla          | Alimentadora | Los Alpes               |
| C3-005    | U de M – Aguas Frías          | Alimentadora | Universidad de Medellín |
| C3-006    | Las Violetas – Villa Café     | Alimentadora | Universidad de Medellín |
| C3-007    | La Palma – Loma de los Bernal | Alimentadora | La Palma                |
| C3-007A   | La Palma – Aliadas            | Alimentadora | La Palma                |
| C3-008    | Rosales – La Serranía         | Alimentadora | Rosales                 |

### Cuenca 4
La cuenca 4 no ha sido adjudicada ni cuenta con operador activo. Según la información disponible, permanece en fase de planificación o estructuración.
| Municipio(s) | Zonas cubiertas | Operador | Estado actual                                     |
| ------------ | --------------- | -------- | ------------------------------------------------- |
| —            | —               | —        | En estructuración, sin operación ni concesionario |

### Cuenca 5
La Cuenca 5 cubre el suroriente del Valle de Aburrá (Medellín, Envigado y Sabaneta). Inició operación preoperativa el 1 de febrero de 2022 bajo el consorcio PES, integrado por empresas tradicionales de transporte del sur del valle. El concesionario fue autorizado para racionalizar rutas y mejorar la cobertura en El Poblado, Envigado y Sabaneta.
| Municipio(s)                 | Zonas cubiertas                | Operador      | Inicio de operación  | Observaciones                         |
| ---------------------------- | ------------------------------ | ------------- | -------------------- | ------------------------------------- |
| Medellín, Envigado, Sabaneta | Suroriente del Valle de Aburrá | Consorcio PES | 1 de febrero de 2022 | Inicio preoperativo con unos 16 buses |

#### Rutas alimentadoras
| Código | Barrios/Zonas                                         | Estación de integración   |
| ------ | ----------------------------------------------------- | ------------------------- |
| 130i   | Industriales – Poblado – Aguacatala                   | Industriales / Aguacatala |
| 132i   | La Visitación – C. C. Oviedo – EAFIT                  | Aguacatala                |
| 133i   | San Lucas                                             | Poblado                   |
| 133ii  | Club Campestre – ISA – Loma de los González           | Aguacatala                |
| 133iiA | Balsos – La Y                                         | Aguacatala                |
| 134i   | Calle 10 – Loma El Tesoro                             | Poblado                   |
| 134ii  | Transversal Superior – CES – Las Palmas – Colegiatura | Poblado                   |
| 135i   | Av. El Poblado – Calle 20A Sur (circular)             | Aguacatala                |
| 136i   | Chuscalito (Las Palmas) – Av. Poblado – Industriales  | Industriales              |
| 142i   | Quintas del Rodeo                                     | Aguacatala                |
| 143i   | La Colina – San Rafael – FLA                          | Aguacatala                |

### Cuenca 6
La cuenca 6 corresponde al nororiente de Medellín, incluyendo sectores como Manrique, Aranjuez, Villa Hermosa, Popular, Santa Cruz y Buenos Aires. Fue adjudicada en 2012 a la empresa Sistema Alimentador Oriental S. A. S. y su operación comercial comenzó el 28 de octubre de 2013.
| Municipio(s) | Zonas cubiertas                                                                   | Operador                              | Inicio de operación   | Observaciones                                              |
| ------------ | --------------------------------------------------------------------------------- | ------------------------------------- | --------------------- | ---------------------------------------------------------- |
| Medellín     | Nororiente (Manrique, Aranjuez, Villa Hermosa, Popular, Santa Cruz, Buenos Aires) | Sistema Alimentador Oriental S. A. S. | 28 de octubre de 2013 | Opera rutas alimentadoras integradas con Metro y Metroplús |

#### Rutas alimentadoras
| Código  | Nombre                                    | Tipo         | Conexiones                        |
| ------- | ----------------------------------------- | ------------ | --------------------------------- |
| C6-001  | Santa Rita – Zamora – Acevedo             | Alimentadora | Acevedo                           |
| C6-002  | Versalles – Hospital                      | Alimentadora | Hospital                          |
| C6-002A | Versalles – Punto Cero – Hospital         | Alimentadora | Hospital                          |
| C6-003  | Campo Valdés – Hospital                   | Alimentadora | Hospital                          |
| C6-004  | Reserva del Seminario – Exposiciones      | Alimentadora | Exposiciones                      |
| C6-005  | El Vergel – San Antonio                   | Alimentadora | San Antonio                       |
| C6-005A | Quinta Linda – San Antonio                | Alimentadora | San Antonio                       |
| C6-006  | Villa Liliam – Alejandro Echavarría       | Alimentadora | Alejandro Echavarría              |
| C6-007  | Cataluña – San Antonio                    | Alimentadora | San Antonio                       |
| C6-008  | La Libertad – Prado                       | Alimentadora | Prado                             |
| C6-009  | Enciso – Prado                            | Alimentadora | Prado                             |
| C6-010  | Villatina – Parque Berrío                 | Alimentadora | Parque Berrío                     |
| C6-010A | Villatina – Alejandro Echavarría          | Alimentadora | Alejandro Echavarría              |
| C6-011  | Popular No. 2 – Parque de Aranjuez        | Alimentadora | Parque de Aranjuez                |
| C6-012  | La Francia – Aranjuez / Acevedo           | Alimentadora | Parque de Aranjuez, Acevedo       |
| C6-013  | Aranjuez Anillo – Tricentenario           | Alimentadora | Tricentenario                     |
| C6-015  | Granizal – Hospital                       | Alimentadora | Hospital                          |
| C6-016  | Nuevo Horizonte – Hospital / Palos Verdes | Alimentadora | Hospital, Palos Verdes            |
| C6-018  | Santa Cecilia No. 2 – Tricentenario       | Alimentadora | Parque de Aranjuez, Tricentenario |
| C6-019  | El Raizal – Gardel                        | Alimentadora | Gardel                            |
| C6-019A | Jardín – Gardel                           | Alimentadora | Gardel                            |
| C6-020  | San José La Cima – Universidad            | Alimentadora | Manrique, Universidad             |
| C6-021  | Granizal – Tricentenario                  | Alimentadora | Parque de Aranjuez, Tricentenario |
| C6-022  | La Cruz – Prado                           | Alimentadora | Prado                             |
| C6-023  | Santa Lucía – Alejandro Echavarría        | Alimentadora | Alejandro Echavarría              |
| C6-024  | 8 de marzo – Alejandro Echavarría         | Alimentadora | Alejandro Echavarría              |
| C6-025  | La Espadera – Oriente                     | Alimentadora | Oriente                           |

### Cuenca 7
La cuenca 7 no ha sido adjudicada ni entregada a un concesionario bajo el modelo de cuencas. 
No obstante, existen rutas alimentadoras en operación mediante convenios con la 
Empresa de Transporte Masivo del Valle del Aburrá – Metro de Medellín Ltda., que conectan los municipios de Barbosa, 
Girardota y Copacabana con la estación Niquía.
| Municipio(s)                   | Zonas cubiertas         | Operador | Estado actual                                   |
| ------------------------------ | ----------------------- | -------- | ----------------------------------------------- |
| Barbosa, Girardota, Copacabana | Corredores hacia Niquía | —        | En estructuración, sin concesionario adjudicado |

#### Rutas alimentadoras
| Código | Nombre                           | Tipo         | Conexiones |
| ------ | -------------------------------- | ------------ | ---------- |
| C7-001 | Barbosa – Niquía (ruta 1)        | Alimentadora | Niquía     |
| C7-002 | Barbosa – Niquía (ruta 2)        | Alimentadora | Niquía     |
| C7-003 | Barbosa – Niquía (doble calzada) | Alimentadora | Niquía     |
| C7-004 | Parque de las Aguas – Niquía     | Alimentadora | Niquía     |
| C7-005 | Girardota – Niquía (ruta 1b)     | Alimentadora | Niquía     |
| C7-006 | Girardota – Niquía (ruta 2b)     | Alimentadora | Niquía     |
| C7-007 | Girardota – Niquía (ruta 1m)     | Alimentadora | Niquía     |
| C7-008 | Girardota – Niquía (ruta 2m)     | Alimentadora | Niquía     |
| C7-009 | Cando – Niquía                   | Alimentadora | Niquía     |
| C7-010 | Copacabana (Piscina) – Niquía    | Alimentadora | Niquía     |
| C7-011 | Copacabana (San Juan) – Niquía   | Alimentadora | Niquía     |

### Cuenca 8
La cuenca 8 no ha sido adjudicada ni cuenta con operador activo. De acuerdo con la información disponible, permanece en fase de estructuración.
| Municipio(s) | Zonas cubiertas | Operador | Estado actual                                     |
| ------------ | --------------- | -------- | ------------------------------------------------- |
| —            | —               | —        | En estructuración, sin operación ni concesionario |

### Cuenca 9
La cuenca 9 no ha sido adjudicada ni cuenta con rutas en operación. Según la información disponible, permanece en fase de planificación.
| Municipio(s) | Zonas cubiertas | Operador | Estado actual                                     |
| ------------ | --------------- | -------- | ------------------------------------------------- |
| —            | —               | —        | En estructuración, sin operación ni concesionario |

## Otras rutas integradas
Además de las cuencas de transporte, el Sistema de Transporte Masivo del Valle de Aburrá –SITVA– cuenta con rutas integradas de transporte colectivo que conectan directamente con estaciones del sistema. Estas rutas no pertenecen a una cuenca adjudicada, sino que operan bajo convenios de integración tarifaria con el SITVA.
| Código         | Nombre                                                          | Tipo      | Conexiones    |
| -------------- | --------------------------------------------------------------- | --------- | ------------- |
| 193i           | UPB – C. C. Unicentro – Glorieta Bulerías – Bomba Los Almendros | Integrada | Estadio       |
| 193ii          | Estadio – Carrera 70 – Calle 35 – Calle 33 – Carrera 81         | Integrada | Estadio       |
| 195i           | Simón Bolívar                                                   | Integrada | Santa Lucía   |
| 195ii          | Almería                                                         | Integrada | Santa Lucía   |
| 201i           | Belencito – Corazón                                             | Integrada | San Javier    |
| 202i           | La América – Santa Mónica                                       | Integrada | Santa Lucía   |
| 221i           | Belencito – Villa Laura                                         | Integrada | San Javier    |
| 225i           | 20 de Julio                                                     | Integrada | San Javier    |
| 226i           | Barrio El Salado – Depósito                                     | Integrada | San Javier    |
| 227i           | Barrio Eduardo Santos                                           | Integrada | San Javier    |
| 227iA          | Las Peñitas                                                     | Integrada | San Javier    |
| 227iB          | La Gabriela                                                     | Integrada | San Javier    |
| 228i           | Nuevos Conquistadores                                           | Integrada | San Javier    |
| 243i           | Barrio La Divisa – Barrio La Quiebra – Barrio Metropolitano     | Integrada | Santa Lucía   |
| 243iD          | La Divisa                                                       | Integrada | San Javier    |
| 246i           | Blanquizal                                                      | Integrada | Floresta      |
| 246ii          | Olaya                                                           | Integrada | Floresta      |
| 250iR          | Urbanización Santa Clara – Urbanización Mirador de Robledo      | Integrada | Floresta      |
| 250i           | La Aurora – Carretera al mar – Corregimiento de San Cristóbal   | Integrada | La Aurora     |
| 250ii          | La Aurora – Las Hamacas – Pajarito                              | Integrada | La Aurora     |
| 250iii         | La Aurora – Tulipanes – La Huerta                               | Integrada | La Aurora     |
| 253i           | Robledo Aures – Suramericana                                    | Integrada | Suramericana  |
| 254i           | Picachito – Terminal del Norte – Hospital                       | Integrada | Hospital      |
| 260i           | Robledo Aures – Caribe                                          | Integrada | Caribe        |
| 261i Derecha   | Castilla – Alfonso López – Francisco Zea                        | Integrada | Universidad   |
| 261i Izquierda | Terminal de Transporte – Alfonso López – La 65                  | Integrada | Universidad   |
| 263i           | Doce de Octubre                                                 | Integrada | Tricentenario |
| 270i           | Boyacá Las Brisas                                               | Integrada | Acevedo       |
| 283i           | Florencia – Barrio Nuevo                                        | Integrada | Acevedo       |
| 306A           | Circular Noroccidental                                          | Integrada | Caribe        |
| 306B           | Circular Noroccidental                                          | Integrada | Caribe        |
| 311i           | Calazans                                                        | Integrada | Santa Lucía   |
| 311ii          | Calazanía – Campo Verde – Santa Lucía                           | Integrada | Santa Lucía   |
| 317            | Barichara – Limonar (San Antonio de Prado)                      | Integrada | Itagüí        |
| 318            | San Antonio de Prado – Compartir – Pradito – El Descanso        | Integrada | Sabaneta      |
| 318i           | Prado – La Estrella                                             | Integrada | La Estrella   |
| 319            | San Antonio de Prado – El Vergel                                | Integrada | Sabaneta      |
| 1006           | Quinta Etapa                                                    | Integrada | Bello         |
| 1010           | San Martín                                                      | Integrada | Bello         |
| 1011           | Pachelly Parque                                                 | Integrada | Bello         |
| 1012           | Tierradentro                                                    | Integrada | Bello         |
| 1013           | Villa Linda                                                     | Integrada | Bello         |
| 1020           | Cumbre – Carmelo                                                | Integrada | Bello         |
| 1022           | Barrio Pérez – Comfama                                          | Integrada | Bello         |
| 1023           | Santa Ana – Búcaros                                             | Integrada | Bello         |
| 1024           | Trapiche – Valadares                                            | Integrada | Bello         |
| 1025           | Pérez                                                           | Integrada | Bello         |
| 1027           | Mirador – Congolo                                               | Integrada | Bello         |
| 1040           | Cabañas – Barrio Obrero                                         | Integrada | Madera        |
| 1041           | Cabañas – Amarú – Barrio Nuevo                                  | Integrada | Madera        |
| 1042           | París – Los Sauces                                              | Integrada | Madera        |
| 1045           | Villas de Occidente                                             | Integrada | Madera        |
| 2002           | Copacabana por Machado                                          | Integrada | Madera        |
| 5420           | San Francisco                                                   | Integrada | Itagüí        |
| 5422           | San Francisco                                                   | Integrada | Itagüí        |
| 5423           | Cedros de Badajoz – Yarumito                                    | Integrada | Itagüí        |
| 6380           | Ayurá – San Mateo                                               | Integrada | Ayurá         |
| 6402-1         | San Lucas 1                                                     | Integrada | Ayurá         |
| 6402-2         | San Lucas 2                                                     | Integrada | Envigado      |
| 6403           | Loma del Chocho                                                 | Integrada | Envigado      |
| 6404           | Loma del Escobero – Farolito                                    | Integrada | Envigado      |
| 6405           | Alto de Misael A                                                | Integrada | Ayurá         |
| 6406           | El Salado                                                       | Integrada | Envigado      |
| 6407           | El Dorado – San José – Mangazul                                 | Integrada | Envigado      |
| 6408           | San Rafael – La Mina                                            | Integrada | Envigado      |
| 6410           | Chinguí                                                         | Integrada | Envigado      |
| 6420           | Señorial – Trianón                                              | Integrada | Itagüí        |
| 7420           | Cañaveralejo                                                    | Integrada | La Estrella   |
| 7421           | Pan de Azúcar                                                   | Integrada | La Estrella   |
| 7423           | Lomitas                                                         | Integrada | Itagüí        |
| 9420           | Caldas Estrella La 50                                           | Integrada | La Estrella   |
| 9420           | Caldas – La Miel – La Variante                                  | Integrada | La Estrella   |
| 9420           | Caldas – La Tablaza – La Variante                               | Integrada | La Estrella   |
| 9422           | Caldas – Los Lagos – La 50                                      | Integrada | La Estrella   |
| C23ii          | San Cristóbal                                                   | Integrada | San Javier    |
| Arenales       | Arenales                                                        | Integrada | Envigado      |
| Calatrava      | Calatrava                                                       | Integrada | Envigado      |
| Estrella 3     | Estrella ruta 3 – Comfama Metro                                 | Integrada | La Estrella   |
| Estrella 5     | Estrella ruta 5 – Comfama Metro                                 | Integrada | La Estrella   |
| Estrella 7A    | Estrella ruta 7E – Ferrería Metro – La Estrella                 | Integrada | La Estrella   |
| Estrella 7     | Estrella ruta 7 – Ferrería – Metro Itagüí                       | Integrada | Itagüí        |
| Inmaculada     | La Inmaculada                                                   | Integrada | Sabaneta      |
| Palmas         | Alto de Las Palmas                                              | Integrada | Envigado      |
| Pérez          | Vereda Pérez – Rosalpi – Hatoviejo                              | Integrada | Bello         |
| Potrerito      | Vereda Potrerito                                                | Integrada | Bello         |
| Trapiche       | Trapiche – Peña Verde                                           | Integrada | Bello         |
| C-ITA          | Circular Itagüí                                                 | Integrada | Ayurá         |
| C-SAB-1        | La Doctora                                                      | Integrada | Itagüí        |
| —              | Alto de las Flores                                              | Integrada | Envigado      |
| —              | Aves María                                                      | Integrada | Sabaneta      |
| —              | Casimbas                                                        | Integrada | Sabaneta      |
| —              | Pueblo Viejo – Metro                                            | Integrada | La Estrella   |
| —              | San José                                                        | Integrada | La Estrella   |
| —              | Santa María La Nueva – Olivares – Zuleta                        | Integrada | Sabaneta      |
| —              | Villa Lía – Santana – San Pío                                   | Integrada | Sabaneta      |

## Operadores
Cada una de las cuencas de transporte del Valle de Aburrá fue adjudicada a un operador privado o consorcio empresarial mediante procesos de licitación liderados por el Área Metropolitana del Valle de Aburrá. Estas entidades concesionarias son responsables de gestionar la operación de las rutas de transporte público colectivo en sus respectivas zonas asignadas, en coordinación con el modelo de integración del SITVA. La selección de los operadores tuvo en cuenta aspectos técnicos, financieros y de capacidad operativa, y en algunos casos ha estado sujeta a modificaciones contractuales, suspensión de servicios o reestructuración empresarial.

### Cuenca 1
No se ha identificado un operador adjudicado para la Cuenca 1. El proceso se mantiene en fase de estructuración sin empresa asignada.

### Cuenca 2
La Cuenca 2 carece hasta la fecha de operador asignado o en operación.

### Cuenca 3
La operación de la Cuenca 3 fue adjudicada a Masivo de Occidente S. A. S., una sociedad conformada por las empresas Cooperativa de Transporte Integrado Metrosan y Medellín Móvil S. A. S. La empresa fue constituida el 22 de junio de 2011 y su contrato de concesión fue formalizado el 18 de julio del mismo año, con una duración de 25 años.

### Cuenca 4
No se ha identificado operador adjudicado para la Cuenca 4.

### Cuenca 5
El operador autorizado para la Cuenca 5 es el consorcio PES, conformado por empresas tradicionales del sur del Valle de Aburrá. El inicio preoperativo comenzó el 1 de febrero de 2022 con cerca de 16 vehículos en servicio.

### Cuenca 6
La operación de la Cuenca 6 fue adjudicada a la empresa Sistema Alimentador Oriental S. A. S., habilitada por el Área Metropolitana del Valle de Aburrá en 2012 como parte del proceso de implementación del sistema integrado en esa zona. El contrato de concesión fue firmado el 13 de noviembre de ese mismo año y tuvo una duración inicial de 25 años. La operación comercial comenzó oficialmente el 28 de octubre de 2013, con cinco rutas alimentadoras integradas a la red principal.

### Cuenca 7
No se registra hasta ahora un operador formal para la Cuenca 7.

### Cuenca 8
La Cuenca 8 tampoco cuenta con operador adjudicado públicamente.

### Cuenca 9
No se ha asignado un operador para la Cuenca 9.

### Integración con el SITVA
Las cuencas de transporte fueron concebidas como un componente fundamental del Sistema Integrado de Transporte del Valle de Aburrá –SITVA–, con el objetivo de garantizar la articulación entre los distintos modos de transporte público colectivo y masivo en la región metropolitana. Cada cuenca opera como una unidad territorial de planificación y gestión del servicio, facilitando la integración física, operativa y tarifaria con el resto del sistema.
En términos operativos, las rutas que conforman las cuencas funcionan como alimentadoras o complementarias de las líneas troncales del SITVA: metro, metrocables, tranvía, Metroplús y, en algunos casos, sistemas de bicicletas públicas como EnCicla.
La integración tarifaria se sustenta en un sistema de recaudo unificado denominado Tarjeta Cívica, que permite la aplicación de descuentos por transbordo y el uso de un único medio de pago en todos los modos operativos del SITVA. La interoperabilidad permite a los usuarios realizar transbordos entre rutas alimentadoras y modos troncales utilizando una única tarjeta de pago, con tarifas integradas y descuentos definidos por el sistema.
La coordinación de esta integración está a cargo del Área Metropolitana del Valle de Aburrá, en calidad de autoridad de transporte, en conjunto con los operadores concesionarios y Metro de Medellín Ltda., empresa encargada de los modos troncales bajo el SITVA.

## Polémicas y críticas
Desde su formulación, el modelo de cuencas ha enfrentado múltiples cuestionamientos relacionados con su implementación y operación. El proceso de reorganización del transporte estableció 9 cuencas, pero solo en algunas –como las cuencas 1, 2, 4, 7 y 9– se avanzó más lento en su adjudicación o no llegó a completarse en su totalidad. En estas zonas, los servicios tradicionales de transporte continúan operando bajo convenios de colaboración empresarial o con coexistencia de múltiples prestadores, dificultando la integración operativa y tarifaria con el SITVA.
Las superposiciones de rutas convencionales, la competencia desregulada y la ausencia de un sistema unificado de control institucional dificultan la integración plena de las cuencas 1, 2, 4, 7, 8 y 9.
También se ha documentado que en esas cuencas coexisten múltiples prestadores del servicio, lo cual genera rutas redundantes y hace más compleja la regulación de frecuencias y estándares de calidad.
Expertos en movilidad han señalado que la falta de uniformidad en la implementación del modelo limita su efectividad como sistema integral, al impedir una experiencia de usuario coherente en todo el territorio metropolitano. Asimismo, usuarios y medios de comunicación han expresado preocupación por la persistencia de inequidades entre municipios, ya que los habitantes de zonas no integradas deben asumir mayores costos y tiempos de viaje para acceder a los modos masivos.
Aunque persisten dificultades en la implementación del modelo, las autoridades han manifestado su intención de avanzar en la integración de las cuencas pendientes. No obstante, hasta el momento no se ha definido un cronograma claro para la licitación y puesta en operación de estos territorios.